# 赤峰天主教堂
42°16′49″N 118°57′54.4″E / 42.28028°N 118.965111°E
赤峰耶稣圣心堂，通称赤峰天主教堂，位于今中华人民共和国内蒙古自治区赤峰市红山区二道街10号，建于1930年代，是天主教赤峰教区的主教座堂。现为内蒙古自治区文物保护单位。

## 历史
19世纪后半叶，天主教会在赤峰地区传教初期，以农村传教为重心，赤峰城内仅在二东街（今红山区二道街东端）北侧设有几间公所，供来往传教士住宿。义和团运动期间，公所被毁，传教士被驱逐。1901年辛丑条约后，教会利用庚款征占土地，在二东街北侧扩建成教会大院，包含一座教堂和11间神父住宅。教堂属东蒙古代牧区，由比利时圣母圣心会管理。此后，教会先后在附近修建开办华峰学校、修女院、小修道院、育婴院、诊所等设施。
1932年，赤峰代牧区设立，中国籍主教赵庆化任代牧，同年（一说1934年）主持建设新教堂，1939年建成（一说1937年建成）。1949年，赤峰代牧区升格为赤峰教区，赤峰天主教堂为赤峰教区主教座堂。1947年，解放军第二次接管赤峰后，天主教会神职人员撤离赤峰，教产充公。教堂1950年代中期至1960年代初曾为昭乌达盟医院住院处。1964年四清运动及1966年“文革”爆发导致宗教活动完全停止，“文革”期间教堂曾遭破坏。1981年，天主教赤峰教区恢复活动，并教堂将收回、修复。2006年9月4日，赤峰天主教堂列入第四批内蒙古自治区文物保护单位。

## 建筑特色
赤峰天主教堂为一座哥特式建筑，面积462平方米，砖木结构，南北长38.5米，东西宽12米，可容纳800人活动。钟楼高30余米，装有比利时制造的大钟。教堂建成后曾是赤峰城内的最高建筑，也是附近的地标式建筑。

## 图集
- 赤峰天主教堂远景，2021年7月
- 西南侧视角
- 东南侧视角
- 内景，祭坛方向